# Belvosia australis
Belvosia australis là một loài ruồi trong họ Tachinidae.